# Bistum Tehuacán
Das Bistum Tehuacán (lateinisch Dioecesis Tehuacaniensis, spanisch Diócesis de Tehuacán) ist eine in Mexiko gelegene römisch-katholische Diözese mit Sitz in Tehuacán.
Sein Gebiet umfasst die Municipios Chapulco, Tepanco de López, Santiago Miahuatlán, Nicolás Bravo, Tehuacán, San Antonio Cañada, Vicente Guerrero, Zapotitlán, San Gabriel Chilac, Altepexi, Ajalpan, Zinacatepec, Eloxochitlán, Zoquitlàn, San Sebastián Tlacotepec, Caltepec, San José Miahuatlán, Coxcatlán, Coyomeapan, Tlacotepec de Benito Juárez, Atexcal, Yehualtepec, Xochitlán Todos Santos, Coyotepec, Ixcaquixtla, Juan N. Méndez, Cañada  Morelos und Palmar de Bravo im Bundesstaat Puebla.

## Geschichte
Das Bistum Tehuacán wurde am 13. Januar 1962 von Papst Johannes XXIII. mit der Apostolischen Konstitution Quem ad modum aus Gebietsabtretungen des Erzbistums Antequera und des Erzbistums Puebla de los Ángeles errichtet und dem Erzbistum Puebla de los Ángeles als Suffraganbistum unterstellt.

## Bischöfe von Tehuacán
- Rafael Ayala y Ayala, 1962–1985
- Norberto Rivera Carrera, 1985–1995, dann Erzbischof von Mexiko-Stadt
- Mario Espinosa Contreras, 1996–2005, dann Bischof von Mazatlán
- Rodrigo Aguilar Martínez, 2006–2017, dann Bischof von San Cristóbal de Las Casas
- Gonzalo Alonso Calzada Guerrero, seit 2018